# Maomé Selim Paxá
Maomé Selim Paxá ou Maomé Selim Sirri Paxá (em turco: Mehmed Selim Sırrı Paşa; 1771 em Bender, Moldávia - 1831 em Damasco, Império Otomano) foi um estadista otomano. Ele foi grão-vizir do Império Otomano. Ele governou de 14 de setembro de 1824 a 24 de outubro de 1828 como grão-vizir do sultão Mamude II  e não foi bem-sucedido na luta contra a Guerra da Independência da Grécia. O Incidente Auspicioso (Vaka-i Hayriye), a Batalha de Navarino (1827), aconteceu durante o seu mandato. Em 1828-30 ele tornou-se uáli (governador) da província da Rumélia e de 1830 a 1831 foi uáli de Damasco (Síria). Quando os cidadãos de Damasco e a guarnição local de janízaros se revoltaram contra ele, Selim Paxá refugiou-se na Cidadela de Damasco. Após um cerco que durou 40 dias, ele recebeu a promessa de uma passagem segura, mas foi assassinado antes de deixar a cidade.